# Aeropuerto Internacional de Santa Elena
El Aeropuerto de Santa Elena (IATA: HLE, OACI: FHSH) (que empezó a construirse desde principios de 2012 y se terminó en 2016) se encuentra ubicado en el territorio de ultramar británico de Santa Elena; isla remota del océano Atlántico Sur. Situado a más de 2000 kilómetros de tierra firme desde Ciudad del Cabo por vía marítima. Hasta la inauguración del aeropuerto, el único medio de conexión entre la isla y el continente era a través del buque 'RMS St Helena'  con un servicio en barco, que tardaba cinco días en llegar; una vez cada tres semanas. 
La aerolínea South African Airlink es la única que vuela una vez a la semana, los sábados, de Johannesburgo a Santa Elena.

## Historia
Las primeras consideraciones para un aeropuerto en Santa Elena fueron hechas en 1943 por la Fuerza Aérea de Sudáfrica que llevó a cabo un estudio sobre la Llanura de la Bahía Próspera desde octubre de 1943 hasta enero de 1944, pero llegó a la conclusión de que aunque era técnicamente viable, un aeropuerto no era una propuesta práctica. Desde la década de 1960, había una idea para construir un aeropuerto en la isla. En 1999, esto fue considerado por el gobierno de la isla. Después de un largo período de rumores y una consulta, el gobierno británico anunció planes para construir un aeropuerto en Santa Elena en marzo de 2005 y el aeropuerto se esperaba originalmente que estuviera completado en 2010. Sin embargo los retrasos constantes por parte del gobierno británico y local llevaron a que se eligiera a la constructora en 2008, aunque no se firmaron los contratos. Luego ocurrieron otros retrasos por la crisis financiera.
Para enero de 2009, la construcción no había comenzado y el entonces Gobernador Andrew Gurr partió hacia Londres en un intento de acelerar el proceso y resolver los problemas. El 22 de julio de 2010, el nuevo gobierno británico acordó ayudar a pagar la nueva pista de aterrizaje usando dinero de los contribuyentes. No fue hasta el 3 de noviembre de 2011 cuando el nuevo gobernador de la Isla Mark Capes anunció la firma de los contratos de construcción con Basil Read. Representantes de la empresa visitaron la isla y el sitio de las obras en los días posteriores. Las obras comenzaron a principios del año siguiente.
Una cantidad total de £ 201,5 millones han sido financiados para el diseño y la construcción, que se llevará a cabo por el grupo de ingeniería sudafricana Basil Read Ltd. con fondos adicionales de hasta 10 millones de libras para contingencias de riesgo compartido, y 35,1 millones de libras por cada diez años de operación del operador de aeropuertos sudafricano Lanseria Airport que también han sido concedidos por el Gobierno del Reino Unido. Según el gobierno de Santa Helena esto representa un ahorro de más del 20% en términos reales sobre los precios de 2008, teniendo en cuenta la inflación y el valor de la libra. El aeropuerto será la mayor inversión jamás realizada en la isla.
Para ayudar con el suministro de materiales a la obra, se debieron construir en 2012 nuevas instalaciones portuarias capaces de manejar equipos de construcción grandes y proporcionar carga de combustible en la bahía de Rupert. Además, se espera la construcción de una tubería para trasladar combustible al futuro aeropuerto desde Rupert y el desarrollo de una pista de aterrizaje temporal para permitir el uso de un avión de tipo Hércules C-130 para facilitar un acceso más rápido al sitio durante los 18 meses del inicio de la construcción.
El aeropuerto abrió en 2016. Sus defensores esperan que traiga crecimiento a la economía de la isla -hasta el momento aislada- a través del sector turístico que, a largo plazo, se espera que conduzca a la autosuficiencia financiera y el fin de la ayuda presupuestaria del Reino Unido.

## Características
El aeropuerto está construido sobre la llanura de la Bahía Próspera, en el lado este de Santa Elena y cuenta con una pista de hormigón de 1550 metros, con calle de rodaje y plataforma, el edificio terminal del aeropuerto de 3500 m², infraestructura para el control y seguridad del tráfico aéreo, la instalación de combustible a granel de 6 millones de litros de diésel y combustible de aviación, una carretera de 14 kilómetros de acceso desde el Valle de Rupert.
Dadas sus dimensiones, el aeropuerto es capaz de acomodar hasta dos aviones de pasajeros bimotor hasta el tamaño del Airbus A319, Boeing 737 y el Boeing 757-200. Una serie de modificaciones en la pista del aeropuerto permiten recibir aviones más grandes como el Boeing 737-800, Airbus A320 y Lockheed C-130 Hércules. Además, al aceptar también el Boeing 757-200, éste permitirá vuelos directos a Europa, que se cree que son cruciales para los planes de turismo de la isla.
Se prevé que el aeropuerto se use para carga aérea de productos agrícolas, café, pescado, etc. Especialmente para reducir los precios de los billetes y en casos de baja ocupación. Por ejemplo, con un factor de ocupación del 70% en un B737-800 que opera, en un día promedio, en Santa Elena tendría una capacidad de carga suplementaria de unos 4000 kg.
Está equipado con Sistema de aterrizaje instrumental y Radiofaro omnidireccional VHF.

## Aerolíneas y destinos

Rutas planeadas de Atlantic Star Airlines.

Vuelos potencialmente pueden operar con destinos a Londres y Ciudad del Cabo, y, posiblemente, a Johannesburgo. Un enlace a la isla Ascensión sigue siendo objeto de negociaciones entre el Ministerio de Relaciones Exteriores y de la Mancomunidad de Naciones y el Departamento de Defensa de los Estados Unidos ya que el campo de aviación en la isla está cerrado al tráfico aéreo comercial. Por lo tanto, tampoco puede aparecer una compañía aérea tanto como un aeródromo de alternativa, ya que situado a 800 kilómetros al norte-noroeste de Santa Elena es el aeropuerto alternativo más cercano. Esto deja el aeropuerto de Lubango, en Angola, a una distancia de 1300 millas como la mejor opción para una nave con suficiente combustible, lo que limita su capacidad de carga.
Santa Elena tendrá una política de cielos abiertos, lo que permite a cualquier operador de línea aérea que cumpla con todos los estándares requeridos para volar dentro y fuera de la isla.
En junio de 2013 de Atlantic Star Airlines, que fue constituida en Inglaterra y Gales el 20 de noviembre de 2012, anunció que haría una oferta por el contrato para volar a Santa Elena cuando el aeropuerto abra en 2016. Se planea explotar una ruta que operará desde el Reino Unido (haciendo una escala en Madrid para cargar combustible), pase por la isla y luego a Ciudad del Cabo usado aviones Boeing 757. Agregando una ruta más a Johannesburgo en un plazo relativamente corto, así como las conexiones aéreas con menos frecuencia a la isla Ascensión y las Islas Malvinas también están bajo consideración. En este último territorio, reclamado por Argentina, los vuelos partirían desde la Base Aérea de Monte Agradable.

## Relevancia estratégica
El aeropuerto amplía las capacidades del Reino Unido para llevar a cabo misiones aéreas en la región del Atlántico Sur, como las patrullas marítimas, de conformidad con los acuerdos internacionales de pesca (por ejemplo, la CICAA), misiones de lucha contra la piratería a lo largo de importantes rutas comerciales, y también transporte aéreo de operaciones sobre todo en el sur de África.
Según los analistas, la decisión del gobierno del Reino Unido para finalmente seguir adelante con el aeropuerto, después de largas demoras, pareció estar impulsada en parte por las preocupaciones sobre un tenso enfrentamiento continuo con Argentina en la disputa de soberanía sobre las Islas Malvinas, ya que Santa Elena se ubica a aproximadamente siete horas y 40 minutos de tiempo de vuelo de las Malvinas. Pero los analistas dicen que eso fue, sin embargo, una mejora sobre el actual estado de aislamiento del Reino Unido, tanto para Santa Elena y las Islas Malvinas.

## Controversias
Se han denunciado ciertas irregularidades en la licitación para el proyecto entre 2006 y 2008.
La llanura de la Bahía Próspera es uno de los pocos sitios que quedan en Santa Elena que mantiene una diversidad ecológica significativa, según un estudio de 2004, la supervivencia de numerosas especies endémicas dependen críticamente de la preservación y protección de la ubicación, además de ser el lugar de anidación del ave nacional de Santa Elena (Charadrius sanctaehelenae) que está casi extinta.